# Bärenwald Müritz
Der Bärenwald Müritz ist ein Bärenschutzzentrum bei Stuer an der Südspitze des Plauer Sees in Mecklenburg-Vorpommern. Er wurde im Oktober 2006 eröffnet und ist ein Projekt der Tierschutzorganisation Vier Pfoten. Der Bärenwald bietet Bären aus schlechter Haltung ein artgerechtes Zuhause. Mit insgesamt 16 Hektar Fläche ist der Bärenwald Müritz Westeuropas größtes Bärenschutzzentrum.

## Hintergrund
Bären in Gefangenschaft können nicht mehr ausgewildert werden. Sie sind zu abhängig vom Menschen und würden in freier Wildbahn nicht überleben. Durch schlechte Haltungsbedingungen sind viele schwer verhaltensgestört.
Der Bärenwald Müritz bietet solchen Bären eine Alternative. Hier können sie Instinkte und ihr natürliches Verhalten wiederentdecken.
Ein Grundsatz aller Vier Pfoten Bärenprojekte ist, dass die Bären hier nicht zur Schau gestellt werden. Der Kontakt zum Menschen wird auf ein notwendiges Minimum reduziert, damit der Braunbär die Möglichkeit hat, sich seinen eigenen Tagesablauf zu schaffen.
Nachdem die Tiere in den Bärenpark gebracht wurden, verpflichten sich die ehemaligen Bärenbesitzer mit der Übergabe der Tiere an Vier Pfoten, keine weiteren Bären mehr anzuschaffen oder zu halten.
In den Bärenwäldern wird keine Nachzucht von Wildtieren in Gefangenschaft betrieben. Alle männlichen Bären sind kastriert.

## Der Park

### Die Bären

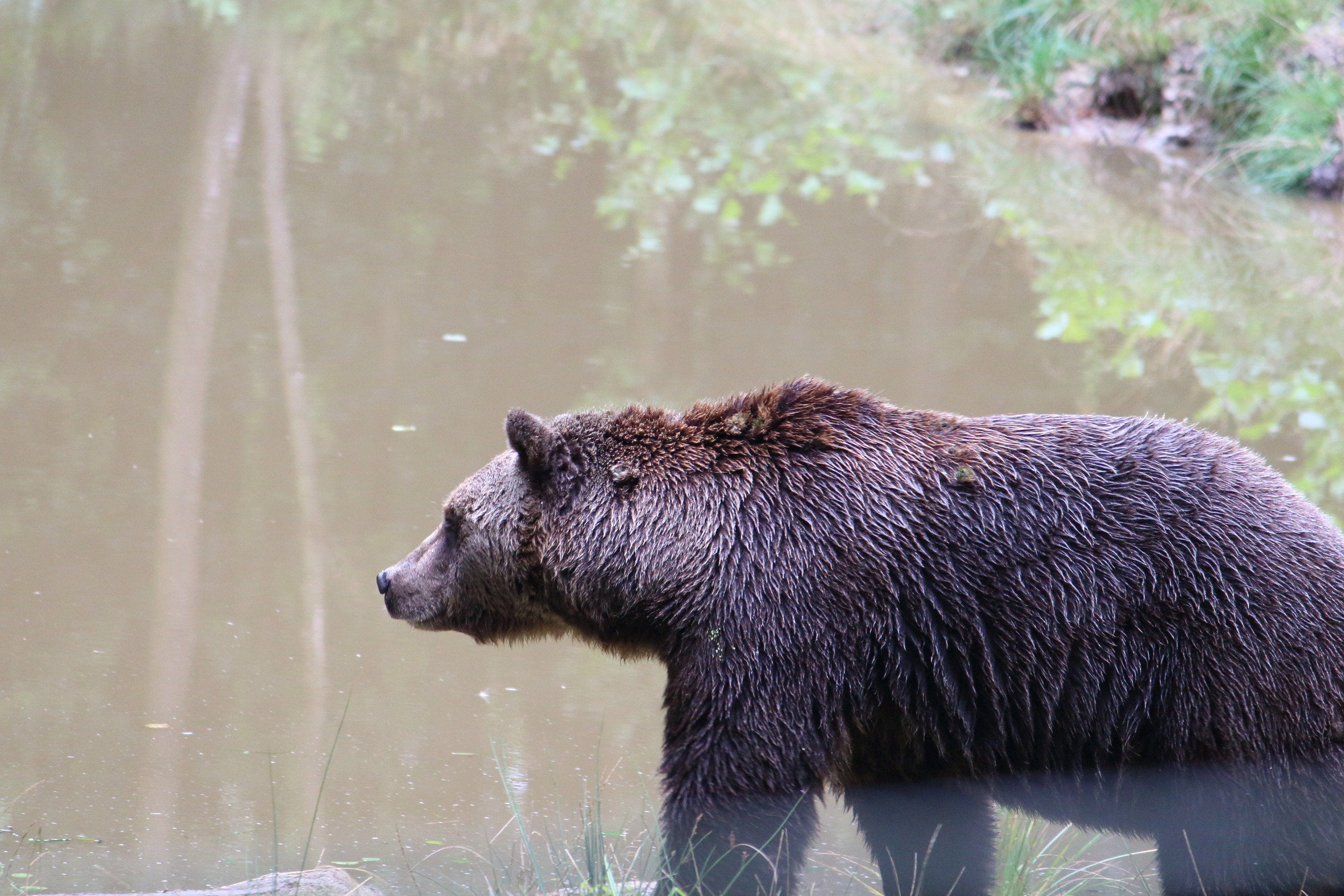
Ein Braunbär im Bärenwald Müritz

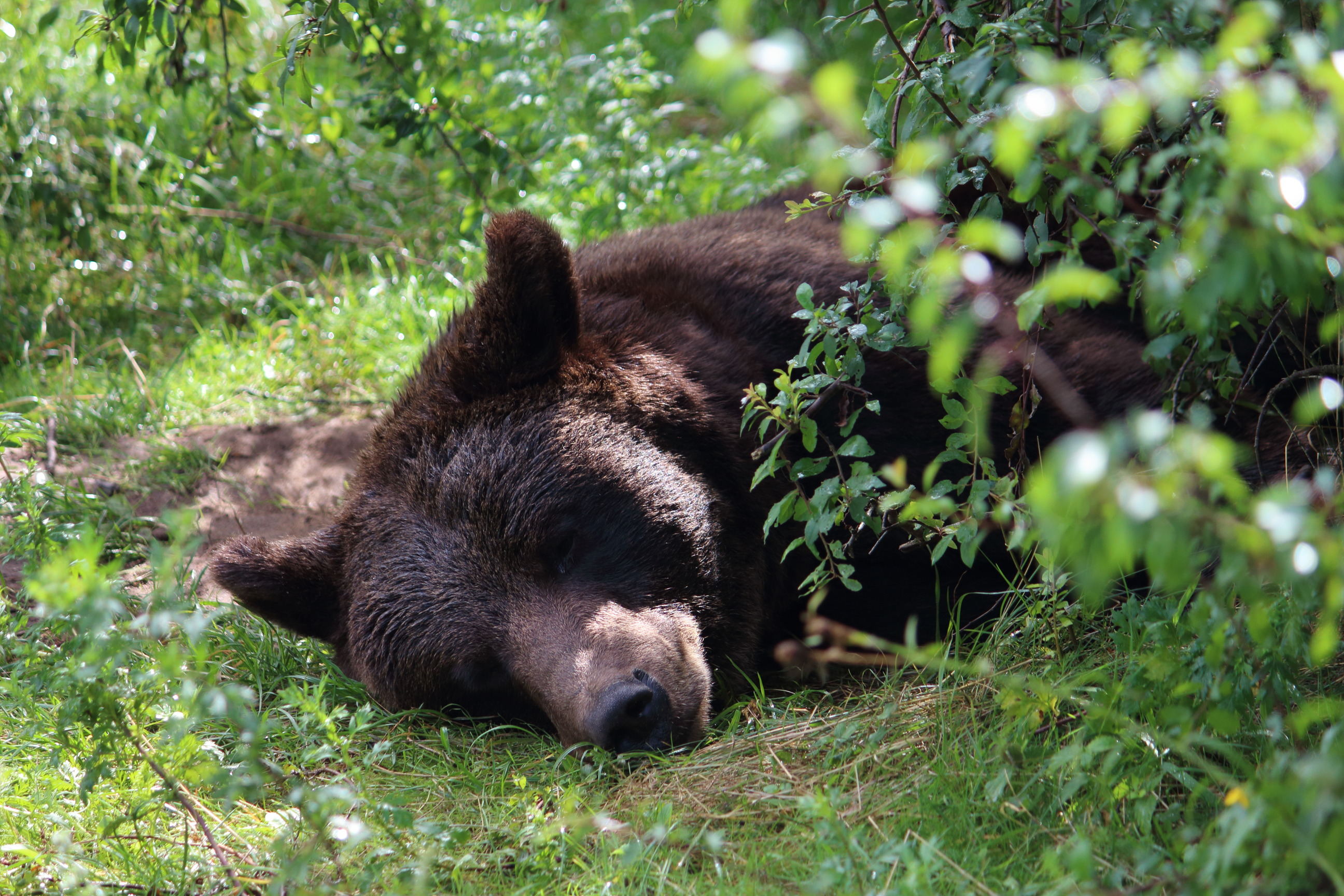
Ein Braunbär im Bärenwald Müritz

Im Bärenwald Müritz leben 13 Braunbären. Die ersten beiden Bären im Bärenwald waren die Geschwister Lothar und Sindi. Sie kamen im Oktober 2006 aus dem Schwarzwaldpark Löffingen nach Mecklenburg-Vorpommern. Drei weitere Braunbären aus dem Schwarzwaldpark, die Bärin Maya und ihre Söhne Ben und Felix, wurden 2007 umgesiedelt. Bis 2010 stieg die Zahl der Bären auf zehn an. Ende Mai 2011 kam Braunbär Bruno, ein ehemaliger Zirkusbär, aus dem 2010 geschlossenen Tierpark Lübeck hinzu. Er wurde am 30. Juli 2011 eingeschläfert, nachdem sich sein Zustand seit dem 27. Juli 2011 zunehmend verschlechtert hatte. Die Bärinnen Kasia und Basia wurden im Juni 2011 in den Bärenwald gebracht. Sie waren zuvor in einem Zoo in Leszno (Polen) auf einer Fläche von 60 Quadratmetern gehalten worden. Im Juni 2020 musste die Braunbärin Mary im Alter von 34 Jahren eingeschläfert werden.

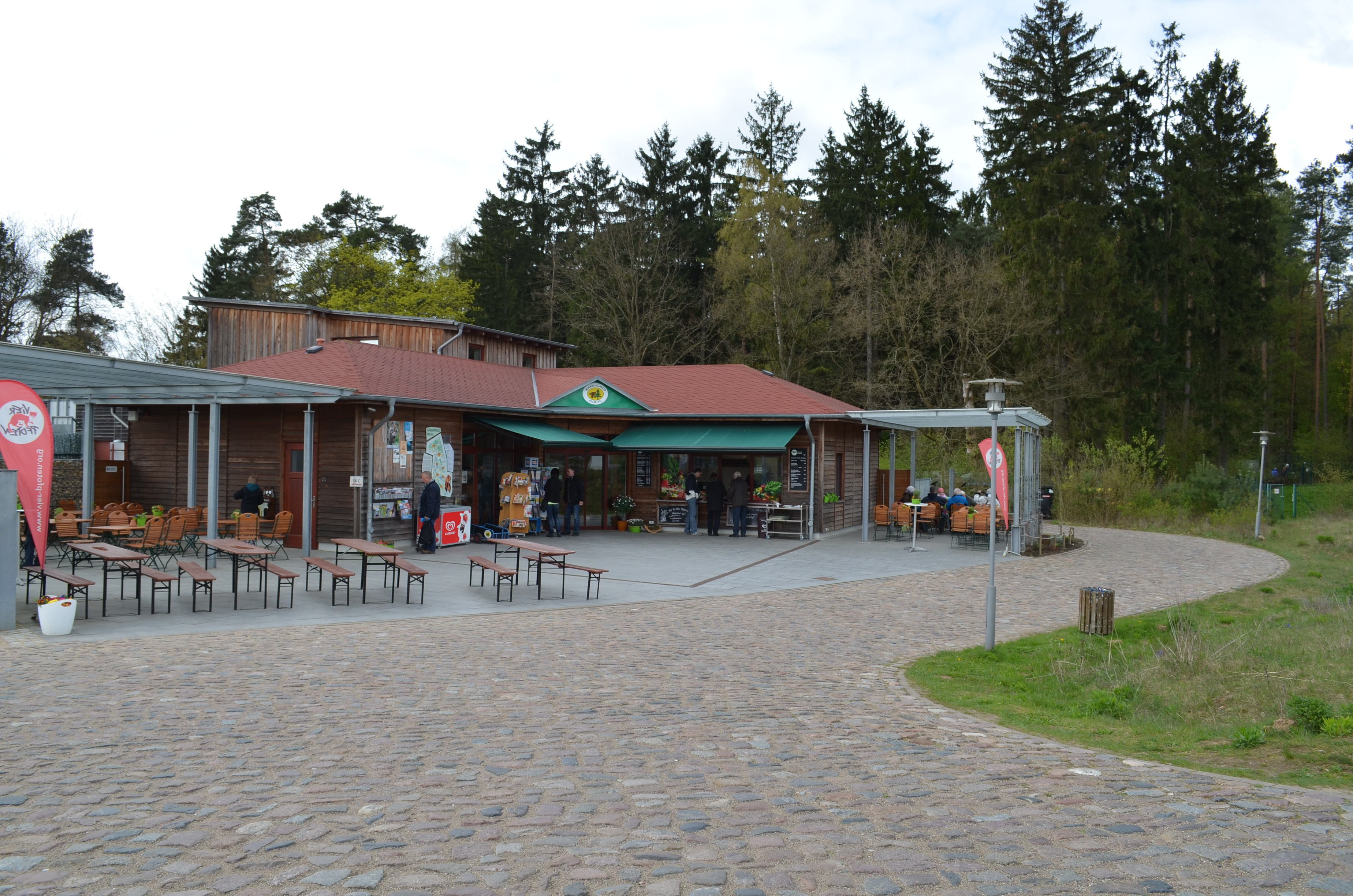
Hauptgebäude des Bärenwald Müritz, Stuer, Mecklenburg-Vorpommern

#### Pflege
Einige Bären haben in den langen Jahren ihrer Gefangenschaft schwere Verhaltensstörungen ausgebildet, die sie unter den neuen Lebensbedingungen erst nach und nach ablegen. Hierfür wird ihr Lebensraum bereichert, um ihr natürliches Verhalten zu fördern (Behavioral and Environmental Enrichment). Ziel ist, für die Tiere Bedingungen zu schaffen, die sich an ihrem Leben in freier Wildbahn orientieren. So wird zum Beispiel die Nahrung versteckt, so dass der Bär einen Großteil seiner Zeit mit Nahrungssuche beschäftigt ist, wie in freier Wildbahn. Erfahrene Tierpfleger und Wildtierärzte betreuen die Bären individuell, damit sie von ihren gesundheitlichen Leiden und stereotypen Verhaltensweisen genesen. Das Verhalten der Bären wird beobachtet und dokumentiert. Vier Pfoten arbeitet eng mit Wissenschaftlern und Universitäten zusammen. Obwohl Braunbären in freier Wildbahn Einzelgänger sind, werden sie im Bärenwald Müritz „vergesellschaftet“ – sie leben in kleinen Gruppen zusammen. Dies wirkt sich positiv auf das Verhalten der einzelnen Tiere aus. Durch den Sozialkontakt und die Beschäftigung miteinander nehmen auch Verhaltensstörungen schneller ab.

### Das Gehege
Die Gehege bieten den Bären einen Lebensraum, der ihren natürlichen Ansprüchen entspricht. Die Anlage umfasst insgesamt 16 Hektar. Jeder Bär hat etwa 5000 Quadratmeter zur Verfügung. Mischwald, Wiesenflächen, ein natürlicher Bachlauf, große Teiche und Beschäftigungsmöglichkeiten sind für die Bären frei zugänglich.

### Für Besucher
Besucher können sich an Stationen im Gelände über das Leben der Tiere informieren. Betreute Führungen und Vorträge machen auf das Thema der privaten Wildtierhaltung in Deutschland und die damit verbundene Tierschutzarbeit von Vier Pfoten aufmerksam. Im Sommer 2009 hatte der Bärenwald 54.000 Besucher. Allein in den ersten zehn Monaten des Jahres 2016 waren es über 83.000, seither kommen jährlich etwa 90.000 Besucher.
Am 29. September 2020 konnte der einemillionste Besucher im Bärenwald Stuer begrüßt werden.